# 伊萨米特
卡洛斯·伊萨米特（Carlos Isamitt Alarcón，1887年3月13日—1974年7月6日），智利作曲家、音乐理论家。1965年获国家音乐奖。1931年出版根据民歌改编的《阿劳加人的饰带》。次年再写出钢琴奏鸣曲《阿劳加人的回忆》。其他作品有3乐章的《交响组曲》(1932)、舞剧《金井》(1942)、《小提琴协奏曲》(1966)等。